# 오이겐 폰 뵘바베르크

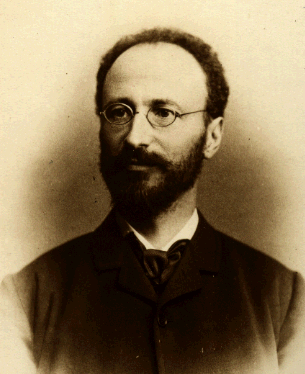
오이겐 폰 뵘바베르크

오이겐 폰 뵘바베르크(Eugen von Böhm-Bawerk, 1851년 오스트리아 제국 브르노 ~ 1914년 오스트리아-헝가리 제국 크람사흐)는 오스트리아의 정치인·경제학자이다. 하이델베르크·라이프치히·예나 대학에서 법학·경제학을 공부하였다. 그 후 빈 대학 교수를 지냈으며, 1895년 이후 3차례에 걸쳐 재무상을 지냈다. 한계 효용 가치설의 발전에 크게 공헌하고, 이자론에 대한 시차제(時差制)를 주장하여 크게 이름을 떨쳤다. 또한 마르크스를 비판하기도 하였다. 주요 저서 《자본 및 자본의 이자》, 《경제적 재가치의 기초 이론》 등이 있다.

## 참고 자료
- 이 문서에는 다음커뮤니케이션(현 카카오)에서 GFDL 또는 CC-SA 라이선스로 배포한 글로벌 세계대백과사전의 내용을 기초로 작성된 글이 포함되어 있습니다.